# プロワーズ郡
座標: 北緯37度58分 西経102度24分 / 北緯37.96度 西経102.40度
プロワーズ郡（英: Prowers County）は、アメリカ合衆国のコロラド州にある郡。人口は1万1999人（2020年）。郡庁所在地はラマー。名称はロウアー・アーカンザス・ヴァレー一帯での開拓を主導したジョン・W・プロワーズに敬意を表して付けられた。

## 地理
アメリカ合衆国国勢調査局によると、この郡は総面積4,259 km2 (1,644 mi2) である。このうち4,249 km2 (1,640 mi2)が陸地で、10 km2 (4 mi2) が海や湖などの水地域である。総面積のうち0.24%が水地域となっている。

### 隣接する郡
- カイオワ郡（北）
- グリーリー郡 (カンザス州)（北東）
- ハミルトン郡 (カンザス州)（東）
- スタントン郡 (カンザス州)（南東）
- バカ郡（南）
- ベント郡（西）

## 人口動静

2000年の人口ピラミッド

2000年国勢調査によると、プロワーズ郡には14,483人、5,307世帯、及び3,725家族が暮らしている。人口密度は3/km2 (9/mi2) で、1/km2 (4/mi2) の平均的な密度に5,977軒の住居が建っている。この郡の人種の構成は白人78.57%、黒人（アフリカ系アメリカ人）0.30%、先住民1.22%、アジア系0.37%、太平洋諸島系0.03%、その他の人種17.17%、及び混血2.34%で、32.91%の人々がヒスパニックまたはラテン系である。
プロワーズ郡に住む5,307世帯のうち、37.40%は18歳未満の子どもと暮らしており、54.60%は夫婦で生活している。10.90%は未婚の女性が世帯主であり、29.80%は家族以外の住人と同居している。25.40%は独居で、全世帯の11.50%は65歳以上の独居老人世帯である。1世帯あたりの平均人数は2.67人であり、家庭の場合は3.21人である。
郡の住民は30.00%が18歳未満の子どもで、18歳以上24歳以下が10.70%、25歳以上44歳以下が26.50%、45歳以上64歳以下が20.20%、および65歳以上が12.60%となっている。平均年齢は32歳である。女性100人ごとに対して男性は101.00人いて、18歳以上の女性100人ごとに対して男性は98.70人いる。
郡の世帯ごとの平均収入は29,935米ドルで、家族ごとでは34,202米ドルである。男性の24,971米ドルに対して女性は20,526米ドルの平均的な収入がある。この郡の一人当たりの収入 (per capita income) は14,150米ドルである。総人口の19.50%、家族の14.50%は貧困線以下である。18歳未満の子どもの27.10%及び65歳以上の13.90%は貧困線以下の生活を送っている。

## 都市および町
- ラマー（郡庁所在地）
- グラナダ (en:Granada, Colorado)
- ハートマン (en:Hartman, Colorado)
- ホリー (en:Holly, Colorado)
- ウィリー (en:Wiley, Colorado)

## 国立・州立地域

### 史跡
- アマチ収容所国立歴史地区
- サンタフェ国指定歴史街道

### 大陸横断道
- アメリカン・ディスカヴァリー・トレイル

### シーニック・バイウェイ
- サンタ・フェ・トレイル国立シーニック・ハイウェイ